# مجلس نشر أفكار محمود أحمدي نجاد
مجلس نشر أفكار الرئيس محمود أحمدي نجاد (الفارسية: شورای سیاست گذاری و نظارت بر انتشار آثار و اندیشه ‌های رییس جمهور ) كان مجلسًا رسميًا أعلى أنشأته حكومة محمود أحمدي نجاد بهدف نشر فلسفة وأيديولوجية وعلم اجتماع الرئيس محمود أحمدي نجاد.
وكان هدف المجلس هو "تحديد وحماية فكر وأعمال الرئيس"، بحسب صحيفة هام مهان ووكالة أنباء إسنا.

## الهيكل الإداري
المجلس هيئة حكومية تتألف من خمسة عشر عضوًا، ويرأسه عبد الرضا شيخ الإسلامي، أمين مكتب الرئيس. ويشمل الأعضاء:
- غلام حسين إلهام (المتحدث باسم الحكومة)
- حسين صفار هرندي (وزير الثقافة)
- مجتبى سماره هاشمي (مستشار الرئيس)
- روح الله حسينيان (مستشار الرئيس؛ توفي عام 2020)
- الحاج علي أكبري
- صادق محصولي
- حسن رحيمبور أزغدي
- علي مطهري
- علي أكبر الأشعري
- علي أكبر جوانفكر
- محمد علي فتح اللهي
- محمد شفيع فر
- محمد جعفر بهداد
- مجتبى زارعي (أمين المجلس)